# Гродненська кампанія
Якщо не вказано інше, у цій статті використовуються дати за григоріанським календарем (новий стиль), надаючи перевагу шведському або юліанському календарям (старий стиль), які використовувалися одночасно.
Гродненська кампанія — план, розроблений Йоганном Паткулем та Отто Арнольдом фон Пайкуллем під час шведського вторгнення в Річ Посполиту, частина Великої північної війни . Її мета полягала в тому, щоб переважаючими силами розбити армію Карла XII у спільному наступі російських і саксонських військ. Кампанія, здійснена московським царем Петром I та королем Саксонії Августом II Саксонським, почалася в липні 1705 і тривала майже рік. На розділених територіях союзники спільно завдавали ударів по шведським військам, окупованим у Польщі, щоб нейтралізувати вплив шведів на польську політику. Однак шведські війська під керівництвом Карла XII успішно перемогли союзників, схиливши польського короля на свій бік і, нарешті, здобули дві вирішальні перемоги під Гродно та Фрауштадтом у 1706 році. Це призвело до укладення Альтранштедського договору 1706 року, за яким Август відмовився від претензій на польський престол, розірвав союз із Московським царством та встановив мир між Швецією та Саксонією.
Кампанія призвела до того, що Швеція отримала контроль над Річчю Посполитою, аж до поразки шведів у битві під Полтавою та Торнського договору (1709), який відновив підтримуваного Московським царством Августа на польському троні та змусив решту шведів вийти з Речі Посполитої.

## Передумови
У 1700 році на Швецію напала коаліція Саксонії, Московії та Данії-Норвегії. Саксонія під керівництвом Августа II вторглася в шведські заморські володіння в Лівонії та швидко напала на місто Рига . Тим часом Фредерік IV Данський напав на шведські союзні герцогства Гольштейн і Готторп, щоб убезпечити свій тил, перш ніж розпочати заплановане вторгнення до Сконе, ландскап, який раніше анексувала Швеція за Роскілльським миром у 1658 році. Трохи пізніше Московія під проводом Петра I увірвалася в шведську Інгермландію і взяла в облогу стратегічне місто Нарву (нині — Естонія). Не готові до такого розвитку подій, шведи були змушені розпочати війну на три фронти.

### Перший рік
Попри значну військову перевагу, союзні армії відразу зазнали невдач. Данія-Норвегія була швидко вибита з війни завдяки сміливій шведській висадці на Хумлебеку, що призвело до укладення Травендальського миру . Після цього шведська армія під керівництвом Карла XII могла вільно плисти на схід через Балтійське море, щоб боротися з рештою противників, Московією та Саксонією. У відповідь на цю загрозу Август зняв облогу Риги та повернувся через річку Західна Двіна, щоб спостерігати за рухом шведів. Тоді Карл вирішив виступити проти Петра I, московського царя, який облягав Нарву, щоб врятувати це місто. Незабаром обидві армії зустрілися в битві під Нарвою . Вона закінчилася вирішальною перемогою шведів, яка сильно підірвала російську армію, змусивши її припинити похід на територію Швеції та відійти до Московії.

### Вторгнення до Польщі
Здобувши дві швидкі та вирішальні перемоги над своїми супротивниками, що значно підвищило його вплив, Карл на початку 1701 року вирушив проти саксонських військ. Вони розташувалися табором на протилежному березі Двіни. Зіткнення відбулося в битві на Дюні, що завершилося ще однією перемогою шведів. Однак результат не був таким вирішальним, як сподівався Карл Значна частина армії Августа вижила і рушила до нейтральної Пруссії . Як наслідок, Карл не зміг скористатися попередньою невдачею московитів під Нарвою, але був змушений відкласти заплановане вторгнення. Замість цього він вирішив переслідувати саксонську армію в Річ Посполиту, де Август також був королем. Поки що технічно Польща-Литва залишалася нейтральною в конфлікті, оскільки Август розпочав війну зі Швецією як курфюрст Саксонії, а не як король Польщі. Метою Карла було усунути Августа з польського престолу. Подальший конфлікт став знаний як шведське вторгнення до Польщі .
У 1702 році, після захоплення польської столиці Варшави, Карл наздогнав і виграв битву проти саксонських і польських військ під Клішувом . Попри те, що перемога шведів не була вирішальною, угруповання всередині Речі Посполитої почали підтримувати шведську справу в опозиції до Августа. Це стало поштовхом до громадянської війни в Польщі 1704—1706 років . Вплив Карла та його війська зросла, і незабаром вони взяли Краків, «другу польську столицю». Відбулися незначні операції та сутички, оскільки саксонська та польсько-литовська армії воліли уникати зіткнення зі шведами в прямому бою.
Після боїв під Пултуськом і Торунем у 1703 році Август був змушений зректися польського престолу в 1704 році на користь монарха, встановленого шведами, Станіслава I Лещинського . Карла і Лещинського підтримала Варшавська конфедерація польських шляхтичів . На противагу цьому розвиткові подій кліка інших шляхтичів, що підтримували Августа, створили Сандомирську конфедерацію . Останній зумів залучити близько 75 % військового потенціалу польської армії. У 1704 році внаслідок спроб Августа знову посісти трон відбулися деякі менші битви під Познанню, Львовом, Варшавою та Понцем .

## Кампанія

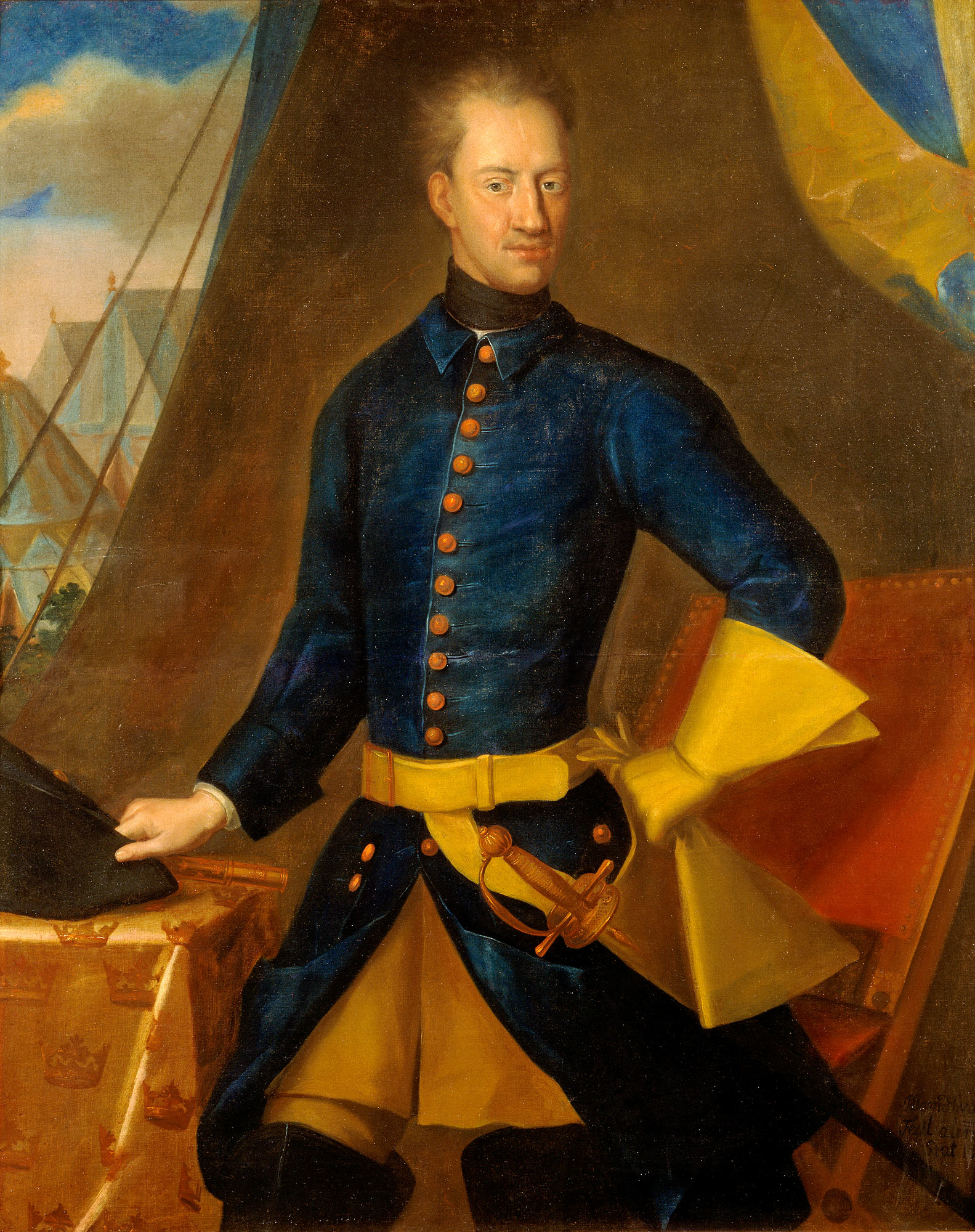
Карл XII, король Швеції у своїй типовій військовій формі.

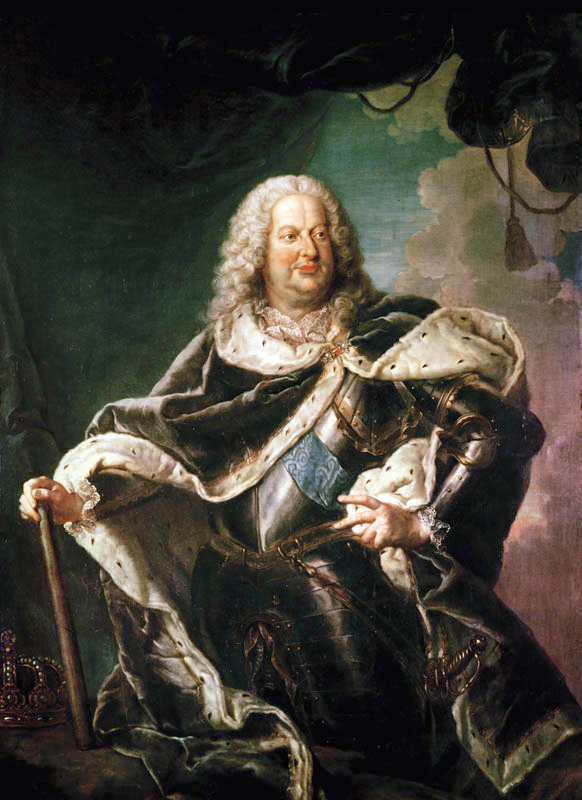
Станіслав I Лещинський, король Польщі 1704—1709.

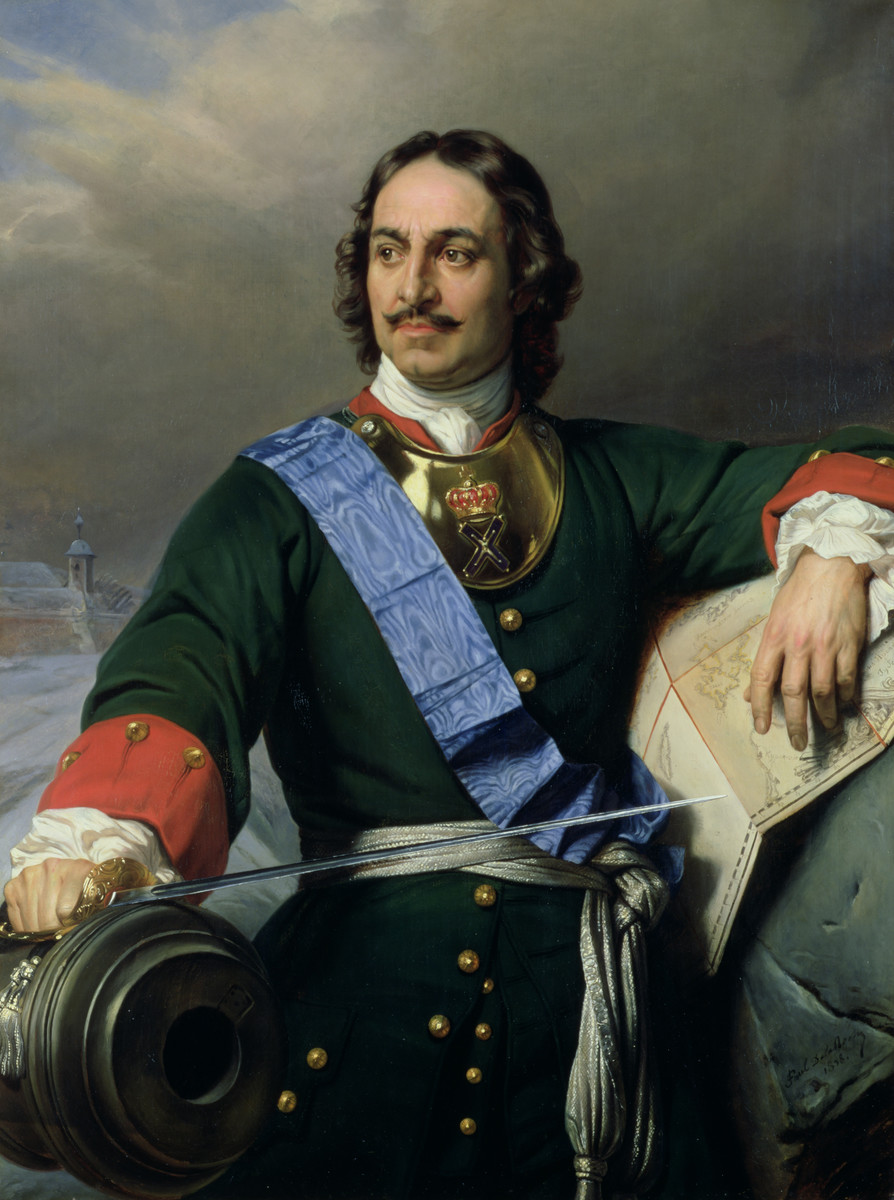
Петро I, правитель Московського царства.

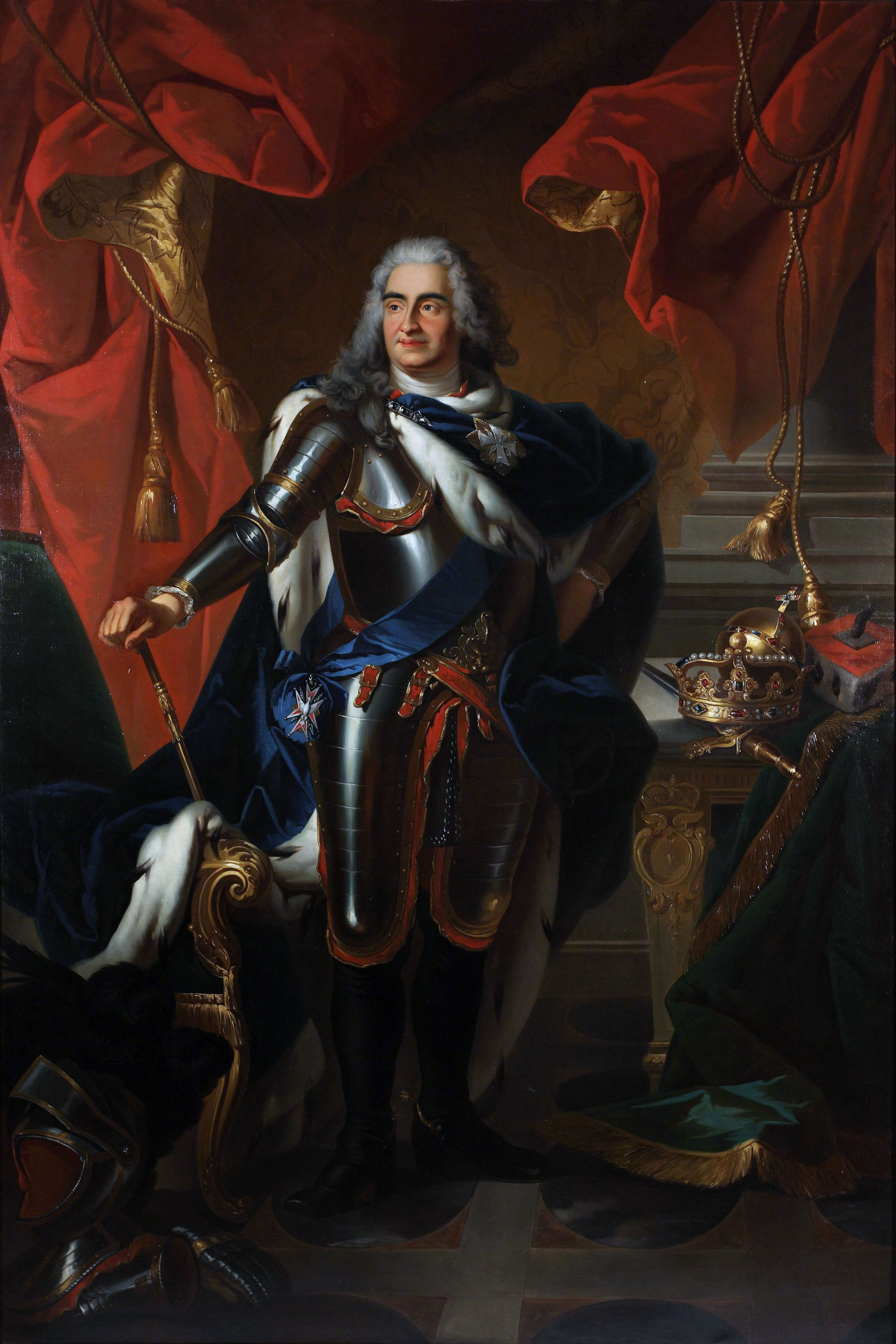
Август II, курфюрст Саксонії, а раніше король Польщі.

До початку 1705 року зусилля Петра були зосереджені на Ліфляндії та Інгриї, які доповнювалися незначними прямими зіткненнями проти основної шведської армії в Польщі. Однак після перших результатів на польському фронті Петро зібрав свою армію ближче до Речі Посполитої, щоб надати допомогу Августу проти Карла та чинити тиск на місцеву шляхту, намагаючись повернути Августа на польський престол. Шведська армія, у свою чергу, провела першу половину року поблизу Равича, щоб забезпечити коронацію Станіслава Лещинського .

### Військові сили
Московсько-саксонсько-польські союзники зібрали свої війська в Литві для спільного наступу проти шведів. Їхні війська складалися з чотирьох бригад; головна московитська армія з 50 000 чоловік під проводом Георга Бенедикта Огільві під Полоцьком, ще 8 000 московитів та 10 000 литовців, вірних Августу поблизу Вільнюса, близько 6 000 поляків і 3 500 саксів під керівництвом Отто Арнольда фон Пайкулля під Берестям і 20 000 українських козаків під проводом гетьмана Івана Мазепи на Волині . У Саксонії близько 20 000 чоловік було набрано до основної саксонської армії під керівництвом Йоганна Маттіаса фон дер Шуленбурга . Загалом союзні війська мали величезну перевагу, оскільки їхні війська нараховували майже 120 000 чоловік проти 35 000 шведів і 10 000 поляків та литовців у Польщі під проводом Карла та 6 000 чоловік у Курляндії під проводом Адама Людвіга Левенгаупта .

### План нападу
На початку березня 1705 року фельдмаршал Московського царства Борис Шереметєв призначив зустріч із саксонським генералом Отто Арнольдом фон Пайкуллем, щоб узгодити спільний курс дій у наступній кампанії. Основою стратегії став план, розроблений Йоганном Паткулем ще в 1703 році, який передбачав спільний удар для нейтралізації шведської армії. Отто фон Пайкулль, натхненний планом Паткуля, запропонував виманити Карла та головну шведську армію з Великопольщі на схід до Берестя. Це мало бути досягнуто шляхом розміщення об'єднаних сил основної армії Московського царства під проводом Огілві та військ фон Пайкулля в Бересті, що змусило б Карла зустрітися з ними в битві. У той же час основна саксонська армія атакувала б Карла з тилу, проходячи через Польщу з Саксонії, зрештою викривши шведську армію. План здався Паткулю досить сміливим, і він запропонував союзникам спочатку розбити армію Левенгаупта, перш ніж війська Огілві підійдуть до Карла. Інакше тил Огілві опинився б під загрозою. Було досягнуто компромісу між двома планами, і було вирішено, що Шереметєв повинен вступити в бій з Левенгауптом у той самий час, коли Огілві підійде до сильно укріпленого міста Гродно . Вважалося, що там, за укріпленнями, Огілві зможе протистояти Карлу достатньо довго, щоб основна армія саксонців прибула з Кракова . Тим часом фон Пайкулль атакував зі своїми саксонсько-польськими силами на Варшаву, щоб перервати коронацію Станіслава I.

### Початок кампанії
Саксонсько-московитські плани були втілені в життя на початку липня 1705 року, коли Шереметьєв почав свій похід до Левенгаупта в Курляндії. Обидві армії зустрілися 26 липня в битві при Ґемауертгофом, де московити зазнали поразки. Попри результат, Левенгаупт вирішив відійти назад до Риги, зазнавши значних втрат, залишивши Курляндію відкритою для Петра I, щоб знову зайняти її щойно прибулими підкріпленнями. Це пішло на користь союзникам, оскільки тил армії Огілві, яка йшла до Гродно, тепер був відповідно забезпечений.
Лише через п'ять днів, 31 липня, Пайкулл зі своїм військом досяг околиць Варшави і несподіваною атакою спробував перервати коронацію Станіслава Лещинського. У наступній битві під Варшавою набагато менші шведські війська під командуванням Карла Нірота, які охороняли місто, здобули вирішальну перемогу. Пайкулл був схоплений разом із секретними документами, які повідомляли шведам про можливий напад на Варшаву великої армії Московського царства під проводом Петра.
Тепер здається, ніби війна почнеться по-справжньому і відразу захопить кожного шведа, великою кількістю націй, які їх оточують...— королівський камергер, Густав Адлерфельд, 1705

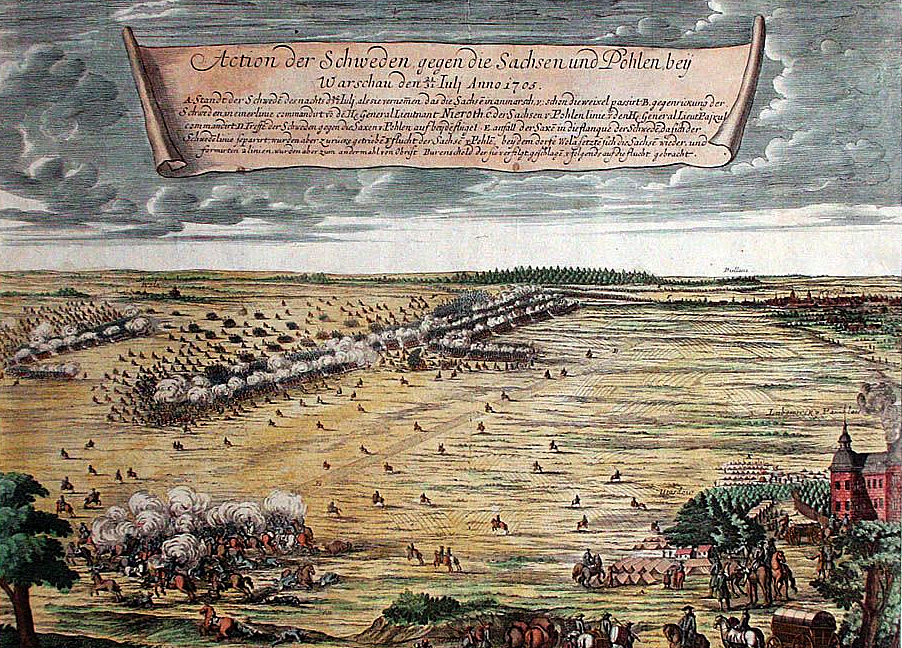
Варшавська битва, 1705 рік.

Отримавши цю інформацію під Равичем, Карл 8 серпня розбив табір і підійшов ближче до Варшави, щоб повністю захистити місто до завершення коронації Лещинського. Він залишив генерала Карла Ґустава Реншильда з 10 000 чоловік у Познані, щоб охороняти головну саксонську армію під проводом Шуленбурга, яка загрожувала увійти до Польщі. 15 вересня Петро I захопив місто Мітау в Курляндії. Однак успіхи союзників були обмеженими, оскільки 4 жовтня завершилася коронація Лещинського як польського короля Станіслава I .
Пізніше того ж місяця, 25 жовтня, союзники здійснили швидкий наступ, щоб зруйнувати міст через Віслу, від Варшави до Праги, та уповільнити наступ шведських військ. Однак напад було відбито жменькою чоловіків. Через місяць, 28 листопада, Швеція та Польща уклали мир у Варшавському договорі згідно з принципами Варшавської конфедерації, що ще більше посилило позиції Швеції. Тепер Карл міг виступити проти армії Московського царства під проводом Огілві, яка на той час уже досягла Гродно, після того, як Августа було скинуто з престолу більше року.
Трохи затримавшись, Карл вийшов зі своїх зимових квартир у Блоні 9 січня 1706 року і підійшов до Гродно з основною шведською армією в 20 000 чоловік і 10 000 поляків та литовців. Тут стояла 28-тисячна армія Московського царства. Погана погода завадила йому вийти раніше. Терміново шукаючи місце для табору, Карл, здавалося, потрапив прямо в пастку, яку влаштували для нього союзники згідно з їхнім початковим планом. У Саксонії Шуленбург зі своїми 20 000 чоловік все ще чекав, щоб перетнути польський кордон і вступити в бій з Реншельдом. Він планував рушити зі своїм військом, щойно дізнається про перехід Карла через Віслу. Однак Карл почав швидкий зимовий похід; це було типово для шведів, починаючи з часів Густава Адольфа, але досить незвичайно для континентальних армій. Це, у свою чергу, здивувало союзників, оскільки вони вважали, що Карл не почне свій похід раніше весни. Однак, дізнавшись про його підхід, вони розглянули три альтернативи; зустріти військо Карла у відкритому полі, укріпитися в Гродно або відступити. Хоча вони не мали єдиної думки, армія Карла з'явилася перед укріпленнями Гродно 24 січня після швидкого маршу, змусивши союзників залишитися в місті. Перед приходом шведів Август, який до цього часу супроводжував армію Московського царства, відірвався з 5000 кавалерії. Він намагався збільшити свої війська ще на 3000 чоловік перед тим, як об'єднати сили зі Скуленбургом і основною саксонською армією, чиєю єдиною перешкодою для нападу на армію Карла в тилу, відповідно, були 10 000 чоловік під командуванням Реншельда, розташованих у Познані.

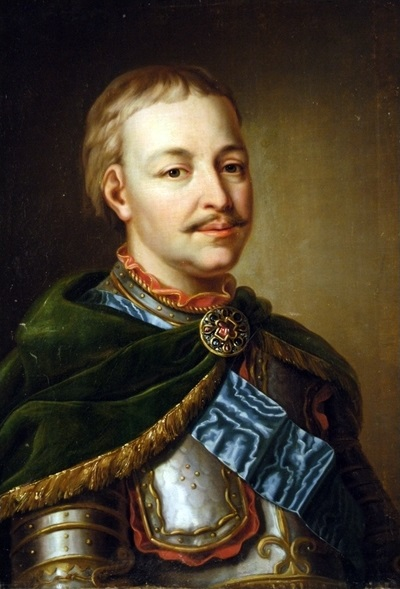
Іван Мазепа, козацький гетьман Гетьманщини на Лівобережній Україні.

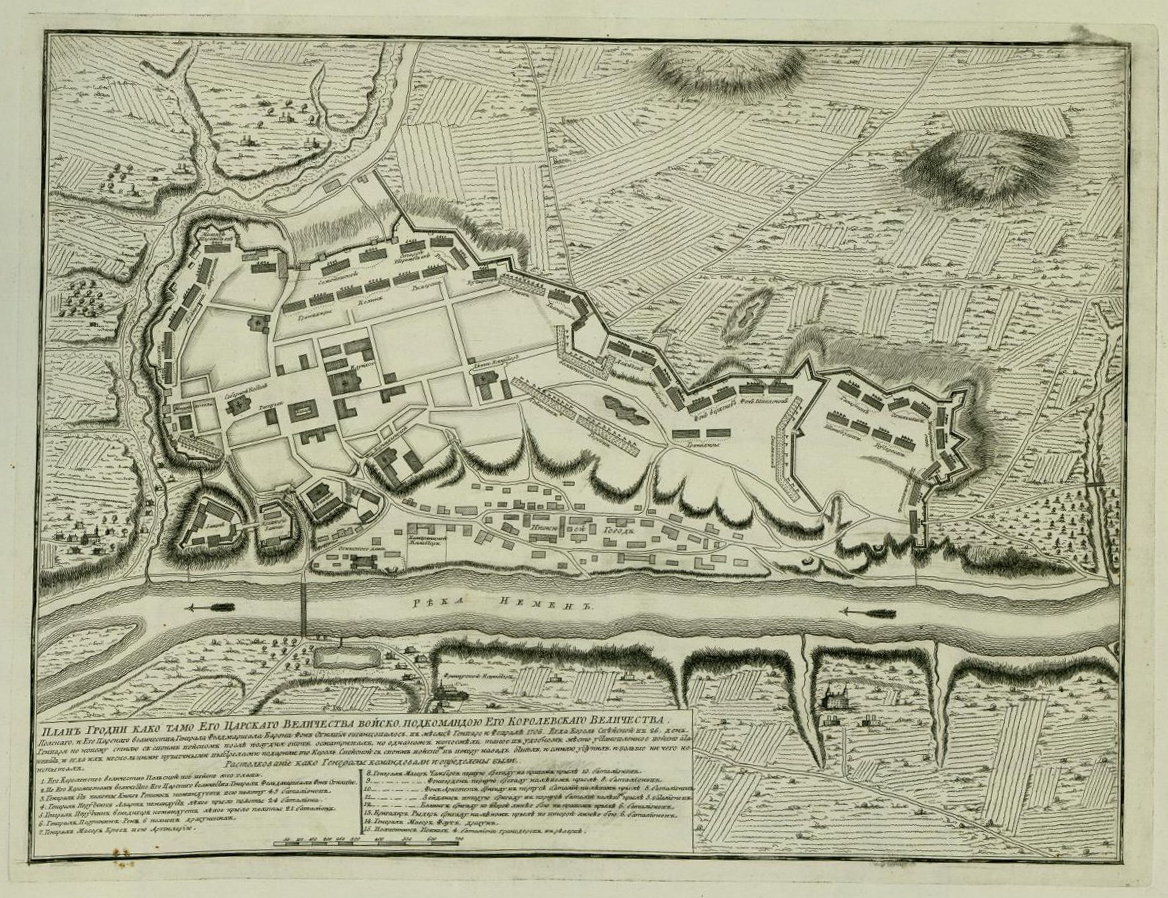
План Гродно 1706 року.

### Головне протистояння

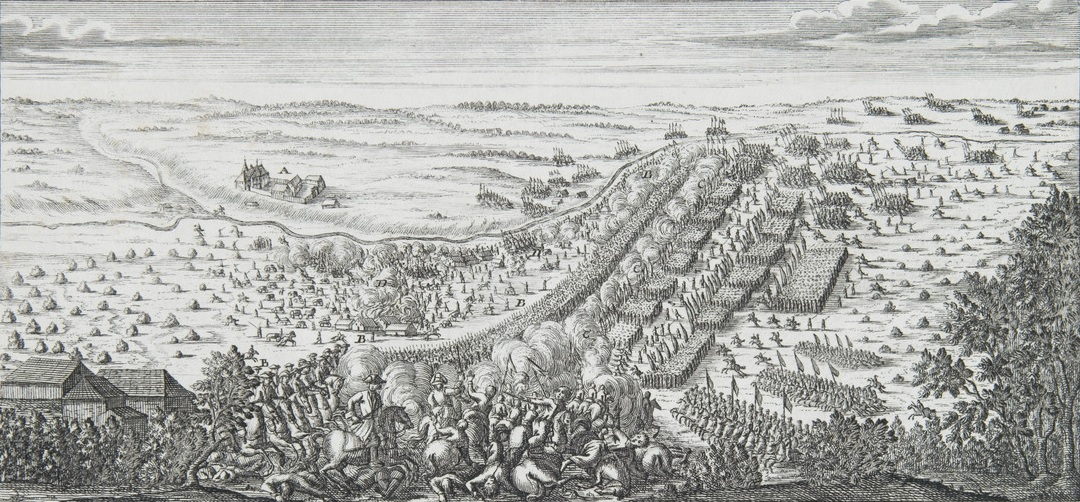
Битва під Гемауртгофом, 1705 рік.

Після розвідки укріплень армії Московського царства у Гродно Карл зрозумів, що фронтальний штурм буде неможливим. У той же час московити не дадуть себе спровокувати на бій у полі. Натомість Карл вирішив спробувати виморити їх голодом, переправившись через річку Німан 15 січня, оточивши місто зі сходу, змусивши 15 000 кіннотників армії Московського царства відійти. Роблячи це, він заблокував московитські лінії зв'язку, а також припинив постачання для них ресурсів. Менші шведські загони були направлені до Вільнюса, щоб перешкодити генералу Крістіану Феліксу Бауеру постачати оточених москивитів. Один із них під командуванням Яна Казимира Сапеги та Йосифа Потоцького зумів розбити 3000 московитів у битві під Олітою 9 лютого . Тим часом, 7 лютого Шуленбург отримав звістку про перехід Карла через Віслу і почав свій похід із саксонською армією, щоб розбити менші сили Реншельда біля Познані. Реншельд, однак, не чекав на поразку і натомість намагався вступити в бій із Шуленбургом до прибуття 8000 чоловік армії Августа. За допомогою сміливого прийому Реншельду вдалося заманити Шуленбурга в невигіднішу позицію поблизу Всхови (Фрауштадт), де 13 лютого зіткнулися дві армії . Тут шведський генерал здобув вирішальну перемогу, убивши або захопивши в полон до 75 % сил Шуленбурга. Понівечена цією невдачею, основна саксонська армія не мала іншого виходу, як відступити. Весь союзницький план зазнав краху, оскільки зникла можливість для союзників розмашистим рухом із тилу знищити шведську армію Карла в Речі Посполитій.

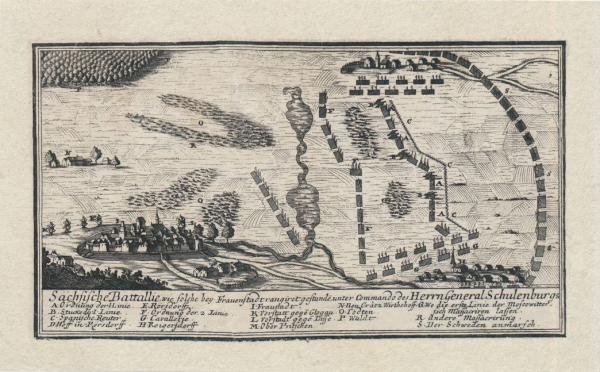
План битви при Всхові, 1706 рік.

Невдовзі, 22 лютого, Карл Густав Дюккер з 1000 драгунами відбив 7000 поляків і московитів під командуванням Крістіана Фелікса Бауера в Олкеніках поблизу Вільнюса, захопивши в полон і вбивши сотні військових союзників. Він також захопив литовську столицю і забезпечив шведський зв'язок з Лівонією . Ситуація в Гродно незабаром стала для Московського царства нежиттєздатною, бо солдати почали вмирати від голоду та хвороб. Щоб врятувати свою армію, Петро І наказав своєму союзнику українському гетьманові Івану Мазепі та його козакам чинити безперервні дошкульні напади в тилу шведів. Для цього Мазепа вирядив 14 тис. чоловік. Проте шведи протидіяли цьому, виславши великі контингенти військ з Гродно для штурму найближчих форпостів Мазепи. Іван Мазепа зазнав значних втрат під Несвіжем 23 березня, де Йохан Рейнгольд Траутветтер і його 500 шведських драгунів убили й узяли в полон близько 700 із 1200 козаків, а також під Ляховичами наприкінці березня, де Карл Густав Крейц утримував 1400 чоловік, заблокованих у фортеці .
27 березня московити отримали повідомлення про катастрофічну поразку під Всховою. Петро I розумів, що шанси комбінованого нападу на Карла тепер мінімальні. Він наказав Огілві спробувати вийти з оточення під Гродно і відступити до Берестя. Огілві виконав наказ 4 квітня і зумів вирватися непоміченим зі своєю вже слабкою та малочисельною армією, залишивши в Гродно 8000 чоловік, які померли від голоду та хвороби. Ще 9000 чоловік було втрачено під час відступу, коли шведи переслідували московитів аж до Полісся, де вони нарешті припинили переслідуваня. Подібної поразки зазнав і Мазепа, який направив 4700 чоловік, щоб врятувати козаків, які опинились у Ляховичах. Натомість вони були знищені в битві під Клецком 30 квітня, після чого гарнізон у Ляховичах 12 травня здався шведам, а фортеця була зруйнована. Загалом загинуло майже 10 тис. козаків із початкових 14 тис., які брали активну участь у поході.

## Наслідки

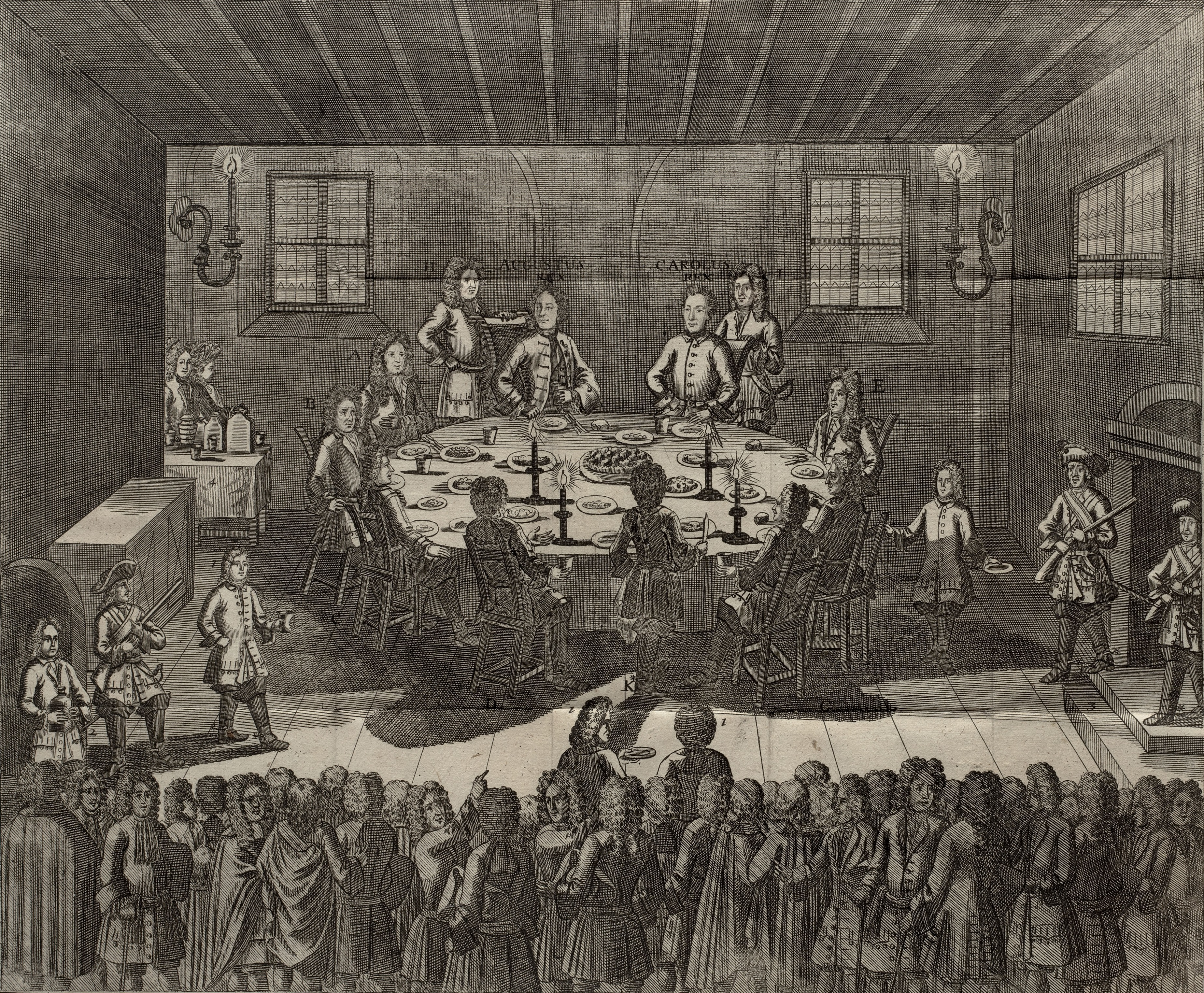
Альтранштедський договір 1706 р.

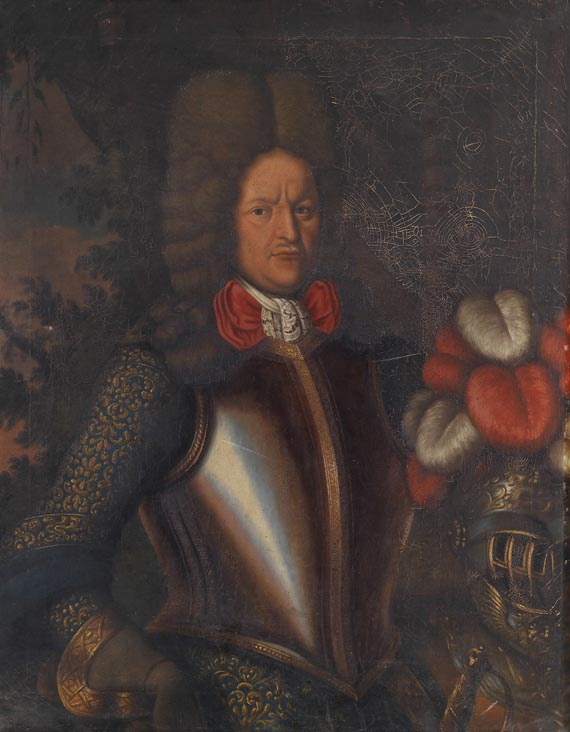
Йоганн Паткуль, один із керівників плану. Страчений у 1707 році.

Карл здобув одну зі своїх найбільших перемог під Гродно 1706 року, просто відрізавши ресурси та постачання своїх супротивників. Пізніше Петро I у листі до свого союзника Фрідріха IV Данського підтвердив втрати під час оточення та відступу до 17 тис. чоловік. Після погоні за армією Московського царства, вигнавши її з Литви, Карл побачив можливість повернутися до Польщі, щоб зустрітися з Реншильдом, готуючись до вторгнення в Саксонію. Туди він прибув 5 серпня . Тим часом Шуленбург зробив усе, що міг, для збільшення саксонської армії, щоб протистояти очікуваному вторгненню шведів; те, що було доведено майже неможливим після битви при Фрауштадті . В останній спробі зупинити вторгнення Август II Саксонський запропонував Курляндію Швеції та Литву новокоронованому польському королю Станіславу I. Щедру пропозицію, однак, відхилив Карл, який перетнув саксонський кордон 6 вересня. Шведи могли легко перемогти будь-які війська, що чинили опір. 19 вересня вони зайняли місто Лейпциг, що зрештою змусило Августа укласти безумовний мир на шведських умовах . Крім усього іншого, зрадник і другий керівник Гродненської кампанії, Йоганн фон Паткуль, був переданий під шведську варту.

### Результати
Гродненська кампанія виявилася згубною для союзників, яким не вдалося досягти жодної з поставлених цілей, тоді як шведська армія досягла майже всього, що прагнула; Станіслав Лещинський був коронований королем Польщі, саксонська та московитська армії в Польщі були розбиті, а Августа погодився на мир, за яким відмовився від усіх своїх претензій на польський престол. Двоє зрадників і головних розробників кампанії, Йоганн Паткуль та Отто Арнольд фон Пайкулль, також були взяті шведами в полон і страчені в 1707 році. Проте Північна війна була далека від перемоги. Карл реорганізував свої сили, щоб виступити проти свого останнього супротивника, Петра I та Московського царства. Шведське вторгнення в Московію почалося в 1707 році і закінчилося катастрофічною поразкою шведів під Полтавою . Це означало вирішальний поворот у війні, коли Саксонія та Данія знову приєдналися до альянсу.
| Битва       | Шведські номери | Коаліційні цифри | Втрати шведів | Втрати коаліції | Результат                     |
| ----------- | --------------- | ---------------- | ------------- | --------------- | ----------------------------- |
| Ґемауертгоф | 7000            | 14 000           | 1900          | 5000            | Перемога Швеції               |
| Варшава     | 2000            | 9500             | 300           | 1800            | Перемога Швеції               |
| Мітау       | 900             | 10 000           | –             | –               | Перемога Московського царства |
| Прага       | 1000            | 5000             | 150           | 250             | Перемога Швеції               |
| Гродно      | 34 000          | 41 000           | 3000          | 15 000–17 000   | Перемога Швеції               |
| Оліта       | –               | 3000             | –             | –               | Перемога Швеції               |
| Фрауштадт   | 10 000          | 20 000           | 1500          | 15 000          | Перемога Швеції               |
| Олкієнікі   | 1000            | 7000             | –             | 100+            | Перемога Швеції               |
| Несвіж      | 500             | 1200             | 50            | 700             | Перемога Швеції               |
| Ляховичі    | 2000            | 1400             | –             | 1400            | Перемога Швеції               |
| Клецк       | 1500            | 4700             | 30            | 4000            | Перемога Швеції               |